# Noordelijke rosse woelmuis
De noordelijke rosse woelmuis (Clethrionomys gapperi)  is een zoogdier uit de familie van de Cricetidae. De wetenschappelijke naam van de soort werd voor het eerst geldig gepubliceerd door Vigors in 1830.

## Voorkomen
De soort komt voor in Canada en de Verenigde Staten.